# Champ-de-Mars (Metro Montreal)

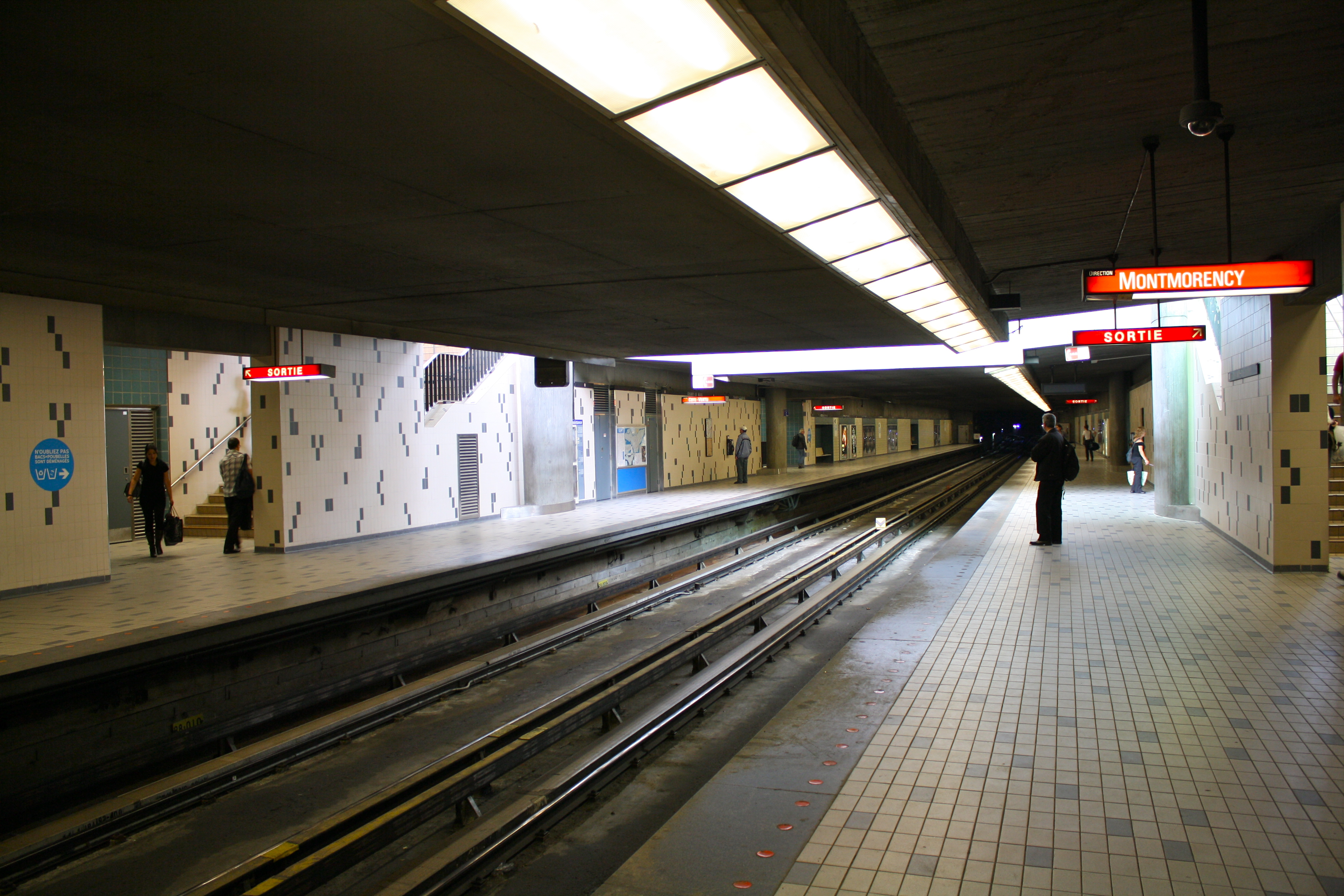
Blick auf die Bahnsteige

Champ-de-Mars ist eine U-Bahn-Station in Montreal. Sie befindet sich im Arrondissement Ville-Marie, an der Kreuzung von Avenue Viger und Rue Sanginet. Hier verkehren Züge der orangen Linie 2. Im Jahr 2019 nutzten 4.188.317 Fahrgäste die Station, was dem 28. Rang unter den insgesamt 68 Stationen der Metro Montreal entspricht.

## Bauwerk

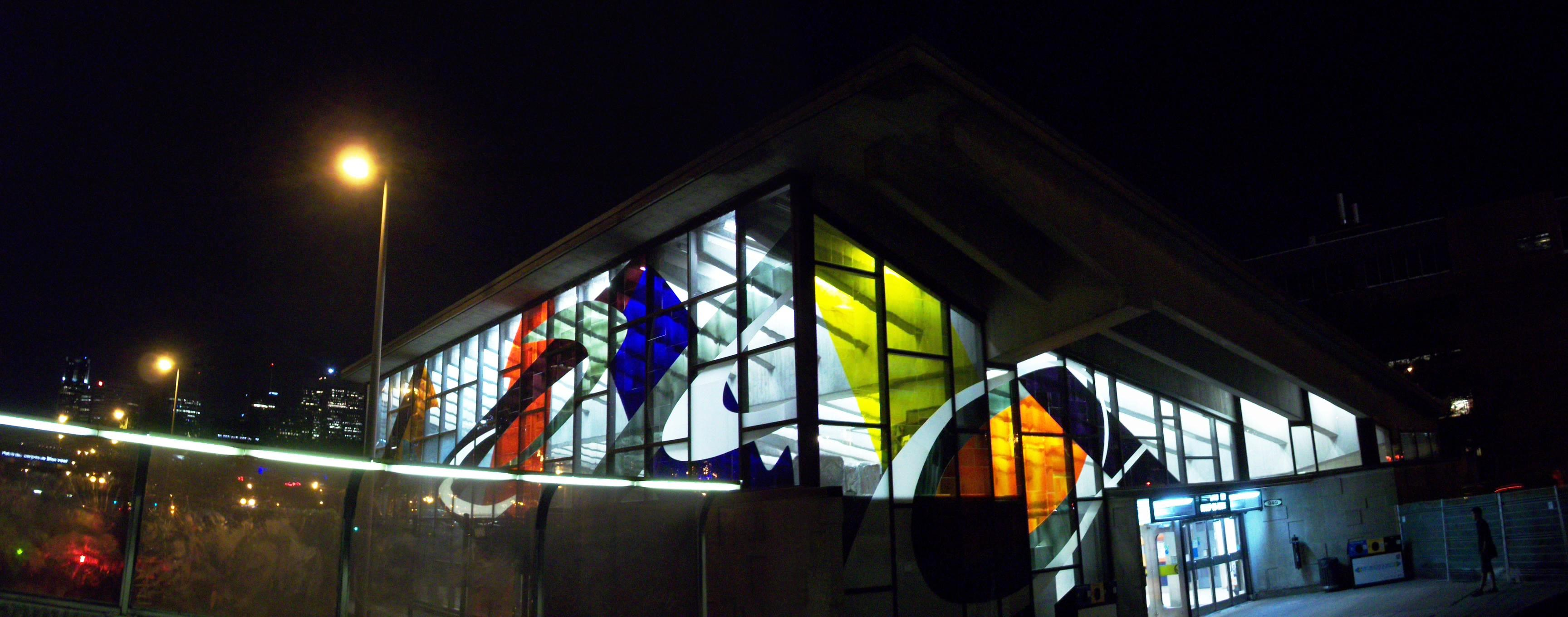
Nächtliche Außenansicht

Die von Adalbert Niklewicz entworfene Station liegt in einer kleinen Grünfläche am Rande der Montrealer Altstadt, von dieser getrennt durch die Autoroute 720. Eine Fußgängerbrücke überquert die parallel zur U-Bahn verlaufende Stadtautobahn und stellt eine direkte Verbindung zur Rue Saint-Antoine und zur Altstadt her.
Die Bahnsteigebene mit zwei Seitenbahnsteigen liegt 6,1 Meter unter der Erdoberfläche und entstand in offener Bauweise. Die Entfernungen zu den benachbarten Stationen, jeweils von Stationsende zu Stationsanfang gemessen, betragen 370,60 Meter bis Place-d’Armes und 720,50 Meter bis Berri-UQAM. Es bestehen Anschlüsse zu 12 Buslinien und sieben Nachtbuslinien der Société de transport de Montréal. Zu den Sehenswürdigkeiten in der Nähe gehören unter anderem das Hôtel de Ville (Rathaus), der Alte Hafen, die Markthalle Marché Bonsecours, die Wallfahrtskapelle Notre-Dame-de-Bon-Secours, die Place Jacques-Cartier und das Château Ramezay.

## Kunst
Das Eingangsgebäude gehört zu den künstlerisch herausragendsten Bauwerken der Montrealer Metro. Drei der vier Wände der ebenerdigen Verteilerebene sind verglast und so ausgerichtet, dass das Tageslicht durchscheinen kann. Sie sind mit großformatigen Glasmalereien versehen, die von der Künstlerin Marcelle Ferron, einem Mitglied der surrealistischen Künstlergruppe Automatistes, geschaffen wurden. Die Glasfenster mit der Bezeichnung Les grandes formes qui dansent („Die großen tanzenden Formen“) erzeugen auf der Bahnsteigebene ein abwechslungsreiches Farbenspiel. Nach der Eröffnung war die Station noch schmucklos, eher unansehnlich und von Vandalismus betroffen. Daraufhin beauftragte die Provinzregierung von Québec Ferron mit der Ausgestaltung der Station und ließ ihr nach einigen Auseinandersetzungen freie Hand. Die mundgeblasenen farbigen Glasteile entstanden in Paris in den Werkstätten der Compagnie de Saint-Gobain, für die übrigen Teile und die Schutzschicht war die Glasbläserei Superseal in Saint-Hyacinthe verantwortlich.

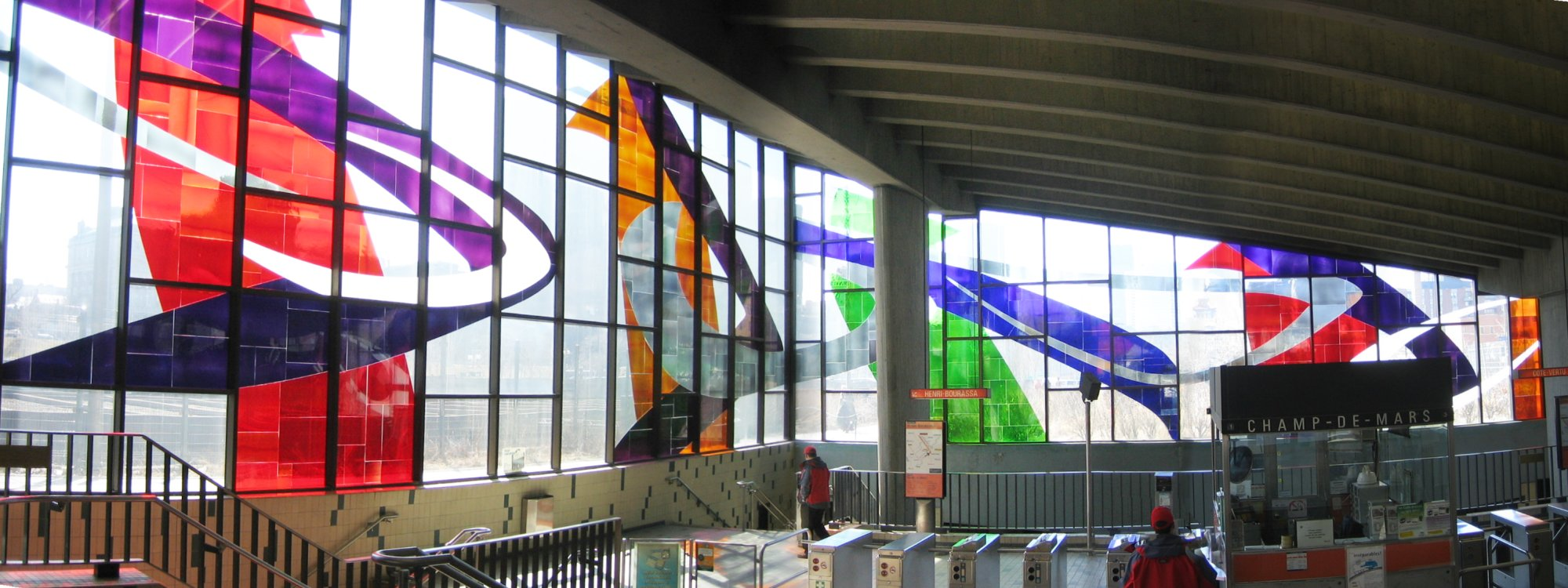
Ansicht der Glasmalereien von Marcelle Ferron

## Geschichte
Die Eröffnung der Station erfolgte am 14. Oktober 1966, zusammen mit dem Teilstück zwischen Place-d’Armes und Henri-Bourassa. Sie gehört somit zum Grundnetz der Metro. Namensgeber der Station ist das nahe gelegene Champ-de-Mars („Marsfeld“), der ehemalige Exerzierplatz der Stadt, auf dem Überreste der Montrealer Stadtmauern zu finden sind.